# Allocatie van middelen
Allocatie van middelen is de wijze van aanwending van productiefactoren. Hierbij wordt een aantal kernvragen gesteld:
- Door wie/wat/hoe/waar/voor wie en hoeveel wordt er geproduceerd?
- Wie beslist er?
- Hoe wordt er beslist? Beslist de overheid of doen particulieren dat? Wordt er autoritair, democratisch of via overleg beslist?

De kernaspecten zijn:
- centralisatie of decentralisatie (op gebied van besturen en regelgeving).
- overheidsinvloed (passief of actief).
- prijsvorming (via de markt of de overheid).
- eigendomsvorm (collectief of overheid ten aanzien van particulier).

Het marktmechanisme bij volkomen concurrentie heeft de eigenschap dat producenten hun productie via prijssignalen keurig inrichten volgens de wensen van de consumenten. Vragen de consumenten meer van een bepaald goed, dan gaat (bij gegeven aanbod) de prijs daarvan omhoog. Dat is voor de producenten een signaal dat het aanbod moet worden uitgebreid. Het marktmechanisme bij volkomen concurrentie brengt dus automatisch een situatie van optimale allocatie tot stand. Toch is er een aantal redenen te noemen waarom men niet zonder meer de gehele inrichting van het economisch systeem aan het marktmechanisme kan overlaten: 
- Sommige goederen worden uit collectieve middelen betaald. Denk aan collectieve goederen zoals  dijken, een leefbaar milieu, defensie, rechtszekerheid en bestuur. Deze worden over het algemeen door particulieren geproduceerd, maar door de overheid gedistribueerd en / of gecoördineerd.
- Sommige prijzen zijn bij een vrije werking van vraag en aanbod hoger of lager dan men op een bepaald moment maatschappelijk aanvaardbaar vindt. De overheid grijpt dan in en stelt maximum- of minimumprijzen vast. Waardoor overigens wachtrijen ontstaan.
- Het vrije spel van vraag en aanbod kan tot een verdeling van inkomens en vermogens leiden die men niet rechtvaardig vindt. De overheid gaat dan over tot herverdeling van inkomens via de belastingtarieven en de uitkeringen volgens de sociale zekerheid;
- Markten kunnen soms niet tot een evenwichtsprijs komen. Bijvoorbeeld wanneer het aanbod vertraagd reageert op het prijssignaal. Vooral waar de natuur het tempo bepaalt, zoals bij varkensfokkers, is dit het geval.
- De prijzen bevatten niet altijd de juiste informatie, want er zijn de zogenaamde externe effecten die niet in de prijs zijn opgenomen.
- Er bestaan niet altijd perfect werkende markten onder volkomen concurrentie. Monopolies en oligopolies kunnen door machtsposities de wensen van consumenten beïnvloeden of ze zelfs in de wind slaan.
- Ook de arbeidsmarkt werkt niet soepel, waardoor er onderbestedingswerkloosheid kan bestaan die door een loonsverlaging eerder verergerd dan opgelost wordt. Op deze gedachte baseerde Keynes zijn aanbeveling dat de overheid de bestedingen moet opvoeren om onderbestedingswerkloosheid te bestrijden.

## Voorbeelden van allocatie
Het begrip 'allocatie' is thans niet alleen een populair term in de politieke kringen maar ook in de managementliteratuur duikt dit begrip steeds vaker op. Voorbeelden:
- Allocatieve efficiency
- Allocatieve onderwijspolitiek (van Idenburg)
- Allocatieve doelmatigheid
- Allocatieprobleem